# Köln-Deutz
Deutz (Latijn Divitium = de gedeelden), sinds de 10e eeuw Tuitium) is een stadsdeel van Keulen. Het was vroeger een zelfstandige stad aan de andere oever van de Rijn. Sinds 1888 hoort het bij Keulen. Er zijn ongeveer 16.000 inwoners.

## Geschiedenis
Deutz ontstond rond het jaar 310, toen de Romeinen een brug over de Rijn legden en aan de overkant van het toenmalige Keulen (Colonia Claudia Ara Agrippinensium) Castel Divitia bouwden als verdediging. Honderd jaar later werd de brug afgebroken en had Keulen tot in de 19e eeuw geen vaste Rijnovergang. In 1003 liet de Keulse aartsbisschop het oude kasteel omvormen in een benedictijnenklooster, de niet meer bestaande Abdij Deutz.
Deutz kreeg stadsrechten in 1230 en was lange tijd een twistappel tussen het Keur-Keulen van de bisschop, de stad Keulen, die zich als rijksstad van de bisschop had losgemaakt, en het Hertogdom Berg. Zo werd Deutz in 1583 volledig vernield tijdens godsdienstoorlogen. Na de Vrede van Nijmegen werden in 1678 de vesten gesloopt. In 1803 kwam Deutz aan Nassau-Usingen, in 1806 aan het Groothertogdom Berg en in 1814 aan Pruisen.
In de 19e eeuw werd Deutz het eindstation van verschillende spoorlijnen, en in 1859 werden deze met de overkant verbonden door de Dombrücke, die in 1911 vervangen werd door de Hohenzollernbrücke. In 1915 werd de Deutzer Brücke als tweede Rijnbrug geopend, en in 1959 volgde nog de Severinsbrücke.

## Bezienswaardigheden
- Rijnoever met uitzicht op de Rijn en het historische stadscentrum van Keulen met onder andere de Dom van Keulen.
- KölnTriangel, hoog gebouw met openbaar uitzichtplatform, uitzicht over de stad Keulen en het Zevengebergte.
- Basilica St. Heribert, Romaanse kerk, onderdeel van de niet meer bestaande Abdij Deutz, met de relikwieën van de aartsbisschop Heribert van Keulen, de stichter van de Abdij Deutz.
- Deutzer Freiheit, oude stadshart en winkelstraat, oost-west as van de stad, sinds de Romeinse straat Keulen-Aken naar het westen en de Romeinse straat naar het oosten, verbonden door de Rijnbrug.
- Hohenzollernbrücke (1907-1911), zessporige druk bereden treinbrug met voetgangers- en fietspad aan beide kanten.
- Station Köln Messe/Deutz, internationaal treinstation op de rechter Rijnoever, 800 meter van het station Köln Hauptbahnhof.
- KölnArena, Duitslands grootste evenementenhal voor concerten, ijshockey, handbal en basketbal, 20.000 plaatsen.
- KoelnMesse, jaarbeurs van Keulen. Zie Evenementen (hoofdpagina Keulen) voor een lijst van beurzen.

## Verkeer
Keulen-Deutz heeft een internationaal treinstation Station Köln Messe/Deutz, op 800 meter afstand van het eerste station van Keulen "Köln Hauptbahnhof" (op de westoever van de Rijn), met aansluiting richting de Luchthaven Keulen-Bonn. Deutz heeft verder 2 metrostations, 6 tram- en/of sneltramhaltes en een aantal bushaltes. Deutz heeft aansluiting op twee snelwegen en het heeft drie bruggen over de Rijn naar het centrum van Keulen (Hohenzollernbrücke, Deutzer Brücke en Severinsbrücke). 
Verder zijn er historische en met een naar de Romeinse tijd terug te voeren tracés van wegen die de wijk uit leiden.

In Deutz zijn een groot aantal hotels gevestigd en er zit ook een van de twee hostels die in de stad Keulen zijn gevestigd.

## Economie
Belangrijke werkgevers in Deutz zijn naast de Messe van Keulen en de Kölnarena:
- Deutz AG (motoren)
- Atradius (kredietverzekeringen)
- EASA
- Lufthansa
- Omya
- Strabag
- Züblin